# Olimpia (obraz Édouarda Maneta)
Olimpia – obraz olejny francuskiego malarza Édouarda Maneta z 1863 roku. Dzieło ma wymiary 130,5 × 190 cm i obecnie znajduje się w Musée d’Orsay w Paryżu.
Wystawiony w Salonie Paryskim roku 1865 wywołał wielkie poruszenie, a nawet skandal. Płótno przedstawia bowiem nagą kobietę – prostytutkę, ubraną jedynie w starannie dobraną biżuterię i pantofelki zsuwające się z nóg (co było oznaką zepsucia). Kobieta patrzy wyzywającym wzrokiem na widza, a u jej stóp można zauważyć kota, który symbolizuje kobiecą zmysłowość i seksualność.
Obrazem tym Manet nawiązywał do Wenus z Urbino Tycjana. Artysta zmienił w swoim obrazie kilka istotnych symboli, m.in. u stóp nagiej Wenus Tycjana leży pies – symbol wierności, u stóp Olimpii natomiast łasi się kot.
Po śmierci Maneta wdowa po nim chciała sprzedać obraz amerykańskiemu nabywcy, jednak dzięki zainicjowanej przez Moneta akcji zebrano pieniądze na zakup obrazu i w lutym 1885 roku przekazano go państwu francuskiemu.
Między innymi od tytułu obrazu swoją nazwę wzięła krakowska galeria sztuki współczesnej Olympia.